# Hubert Braun
Hubert Braun (5 de noviembre de 1939-19 de febrero de 2012) fue un deportista alemán que compitió para la RFA en bobsleigh. Ganó una medalla de bronce en el Campeonato Europeo de Bobsleigh de 1967, en la prueba cuádruple.

## Palmarés internacional
| Campeonato Europeo | Campeonato Europeo | Campeonato Europeo | Campeonato Europeo |
| Año                | Lugar              | Medalla            | Prueba             |
| ------------------ | ------------------ | ------------------ | ------------------ |
| 1967               | Igls (Austria)     | Medalla de bronce  | Cuádruple          |